# 川崎城 (下野国)

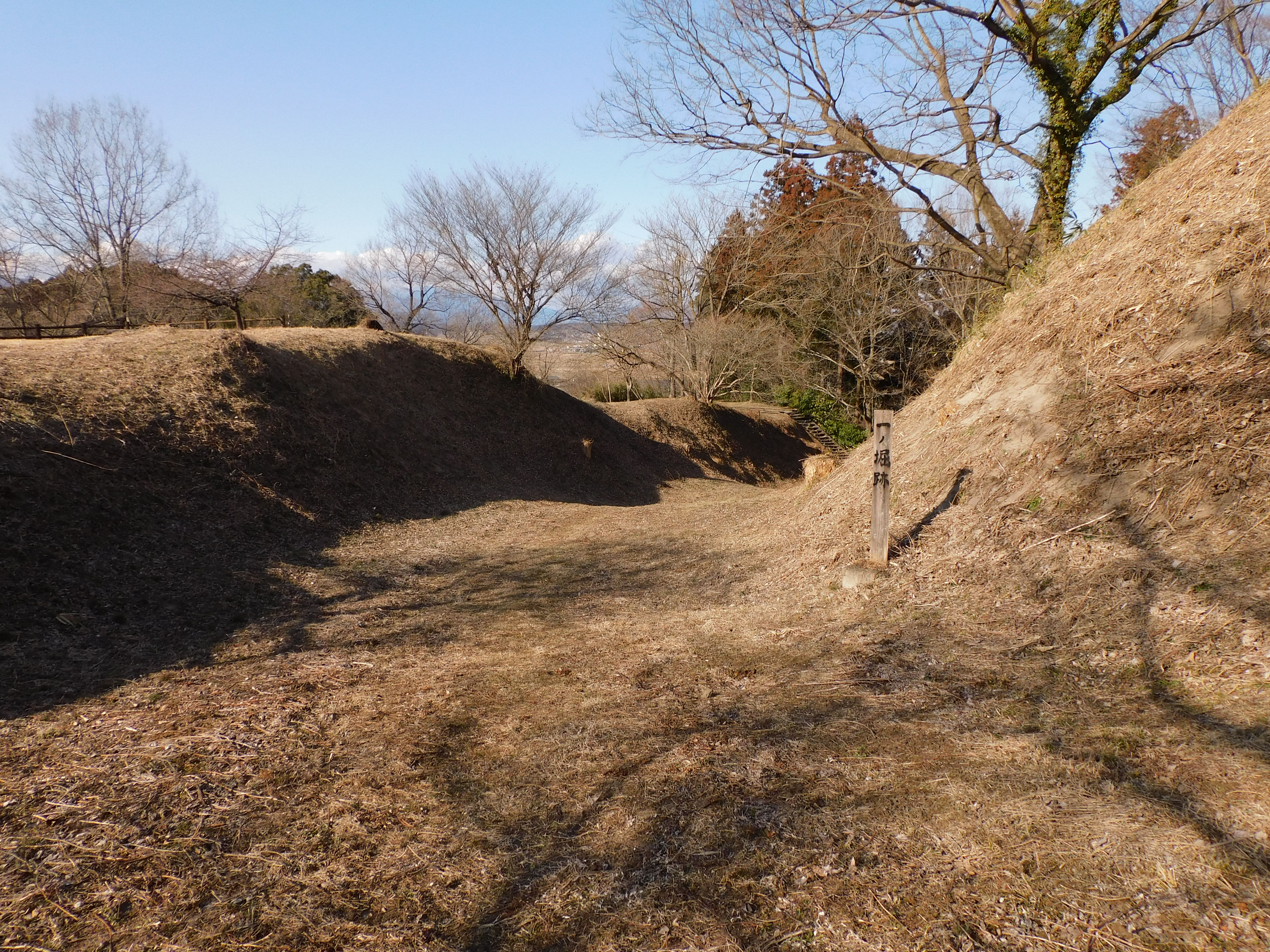
一ノ堀跡

川崎城（かわさきじょう）は、栃木県矢板市大字川崎反町小字中島（下野国塩谷郡）にあった日本の城（山城）。塩谷氏の居城。正治建仁年間（1199年～1203年）の頃築城。文禄4年（1595年）2月8日廃城。塩谷城、塩谷故城、蝸牛城などとも呼ばれる。矢板市指定史跡。

## 歴代城主
|      | 城主     | 生没年                                                    | 備考                                                             |
| ---- | -------- | --------------------------------------------------------- | ---------------------------------------------------------------- |
| 初代 | 塩谷朝業 | 承安4年（1174年）正月24日生～宝治2年（1248年）10月7日没   |                                                                  |
| 2代  | 塩谷親朝 | 建久5年（1194年）5月18日生～建長2年（1250年）10月14日没   |                                                                  |
| 3代  | 塩谷泰朝 | 建保2年（1214年）7月9日生～弘安元年（1278年）12月7日没    |                                                                  |
| 4代  | 塩谷盛朝 | 嘉禎3年（1237年）2月17日生～徳治2年（1307年）12月9日没    |                                                                  |
| 5代  | 塩谷朝定 | 正嘉元年（1257年）11月20日生～元徳2年（1330年）5月13日没  |                                                                  |
| 6代  | 塩谷朝世 | 弘安2年（1279年）3月20日生～興国6年（1345年）10月17日没   |                                                                  |
| 7代  | 塩谷家綱 | 文保元年（1317年）10月20日生～元中3年（1386年）6月9日没   |                                                                  |
| 8代  | 塩谷朝綱 | 元応2年（1320年）10月17日生～元中8年（1391年）12月26日没  |                                                                  |
| 9代  | 塩谷盛綱 | 嘉暦2年（1327年）10月21日生～応永7年（1400年）5月28日没   |                                                                  |
| 10代 | 塩谷泰綱 | 正平4年（1349年）正月18日生～応永28年（1421年）10月1日没  |                                                                  |
| 11代 | 塩谷光綱 | 建徳2年（1371年）9月25日生～文安5年（1448年）3月28日没    |                                                                  |
| 12代 | 塩谷秋綱 | 明徳元年（1390年）10月27日生～享徳2年（1453年）4月11日没  |                                                                  |
| 13代 | 塩谷教綱 | 応永13年（1406年）正月7日生～長禄2年（1458年）5月8日没    |                                                                  |
| 14代 | 塩谷隆綱 | 永享11年（1439年）9月15日生～延徳元年（1489年）12月28日没 |                                                                  |
| 15代 | 塩谷孝綱 | 文明2年（1470年）5月5日生～天文15年（1546年）10月19日没   |                                                                  |
| 16代 | 塩谷義孝 | 長享2年（1488年）正月5日生～永禄7年（1564年）10月7日没    |                                                                  |
| 17代 | 塩谷孝信 | ?～天正14年（1586年）2月2日没                             | 城主の期間は義孝没後から永禄9年（1566年） 又は10年（1567年）まで |
| 18代 | 塩谷義通 | 天文16年（1547年）月日不詳生～慶長3年（1598年）11月1日没  | 天正2年（1574年）11月まで                                        |
| 19代 | 塩谷義綱 | 永禄2年（1559年）正月20日生～寛永8年（1631年）12月9日没   | 文禄4年（1595年）2月8日まで                                      |

## 藤姓塩谷氏時代
川崎城は、正治建仁年間（1199年～1203年）に塩谷朝業により築城され、以後塩谷氏の居城となる。藤姓塩谷氏とは、朝業から隆綱までの塩谷氏のことであるが、この時代の川崎城に関する事績は少ない。おそらく、侵攻されることもなく塩谷氏の城として安泰であったためと思われる。
川崎塩谷伯耆守実録には、文安3年（1446年）8月3日（大沢家記では8月13日）に宇都宮持綱が川崎城を攻めた記録があるが、これは、塩谷教綱が川崎城下の幸岡ヶ原で宇都宮持綱を殺害した事件を正当化するために残された記録であると考える説があり、喜連川判鑑など他の資料と照らし合わせてみても事実ではない、とする。当地には、宇都宮持綱の墓とされる上卵塔があるが、矢板市が設置した史跡案内板も、この記録については採用しない記述をしている。

## 重興塩谷氏時代
重興塩谷氏とは、塩谷孝綱から義綱までの塩谷氏のことである。この時代、那須氏との対立が激化していたこともあって、川崎城が戦場となることが度々あった。
| 年代               | 出来事 |
| ------------------ | --- |
| 永禄2年（1559年）  | 10月。結城晴朝、川崎城を包囲し5～6日攻め立てるも、落城せずに撤退。                                                                       |
| 永禄7年（1564年）  | 10月7日夜。塩谷義孝の弟孝信が手勢16騎にて川崎城に侵入し義孝を殺害。川崎城を占拠する。                                                    |
| 永禄9年（1566年）  | 義孝の嫡子義綱が、宇都宮、佐竹、那須の援軍を得て川崎城を包囲。孝信は川崎城を脱出し落城する。                                             |
| 天正5年（1577年）  | 3月15日。那須勢木幡原（川崎城南東）まで押し寄せ戦う。（那須塩谷合戦） 8月3日。那須勢富田原（川崎城北東）まで押し寄せ戦う。（富田原合戦） |
| 天正6年（1578年）  | 5月13日。那須よりの忍びを1名生け捕る。 9月7日。義綱、木幡神社（川崎城東）に参詣のところ那須の忍びが襲い掛かり2名を討ち取る。             |
| 天正13年（1585年） | 正月9日。那須資晴が川崎城に攻め寄せ城下を焼き払う。同月14日退却。 3月25日。薄葉ヶ原の戦い                                                |
| 文禄4年（1595年）  | 2月8日。義綱、豊臣秀吉より改易を言い渡され、川崎城は廃城となる。                                                                         |

このように川崎城は、度々戦場となっていたが、同族による内紛のときを除いて、外敵からの侵略により落城することは一度も無かった。永禄7年（1564年）10月7日の時は、城の門番であった木村和泉が孝信に内通していたため、あっさりと城への侵入を許して落城したが、永禄9年（1566年）に、義綱がこれを取り返すべく川崎城を包囲したが、那須、佐竹、宇都宮からの援軍があったにもかかわらず、攻め落とすのに百日あまりを要した。この百日は、正確な数字ではなく、それだけ長い期間を要したことを示す比喩的表現だが、川崎城がいかに難攻の城であったかが分かる。
義綱の時の文禄4年（1595年）2月8日、秀吉に改易を言い渡され川崎城は廃城となる。

## 川崎城の規模について

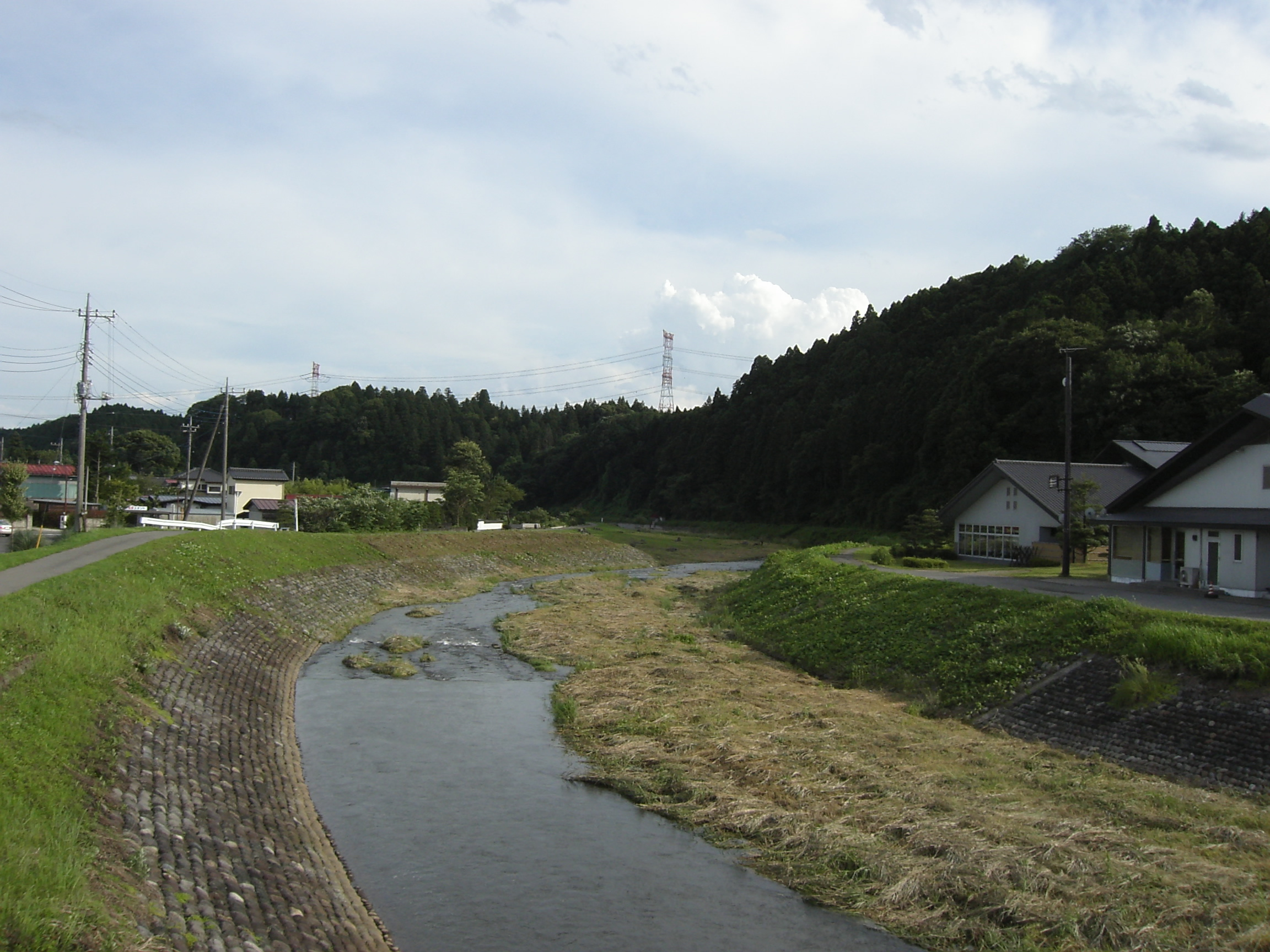
北側より川崎城を望む。城の東の天然の要害を成す宮川の右手手前の山が新城部。奥の中央向かってやや左寄りの山頂付近に主郭が存在する。

川崎城は、南北約1km、東西約200mの南北に長い城で、主郭周辺は蝸牛城と呼ばれる構造になっている。主郭はその南端にあり、時代を経て北へと城郭が拡大し、主郭の北側に水の手曲輪、さらに北に新城と呼ばれる独立した城郭構造があり、一城別郭を成している。その新城の北側の尾根続きの山は的場山と呼ばれ、射的場になっていたと考えられ、ここも川崎城の城域であったと考えられている。
主郭より南方の尾根続きには尾根上に堀切が存在し、さらに南、主郭より南方約500mのところには堀江山城が存在するが、これを川崎城の一部として、城の規模を南北1.5kmとする見方もある。ただし、堀江山城と川崎城ではその成り立ちの歴史が違う上に、堀江山城の城代が別に任命されていた史実を考慮すると、別の城として、分けて捉えるのが自然である。また、堀江山城よりさらに南東500mほどのところに滝原台というところがあり、ここにも城郭遺構（境林城）が残るが、ここも川崎城の一部であったと見てよい。
さらに、川崎城より東約1kmのところに塩谷氏の氏神として信仰された木幡神社があるが、この背後の丘上には前方後円墳上の遺構がある。これを古墳とする見方もあるが、「栃木県の中世城郭」などを執筆した藤本正行によれば出丸として利用された可能性があり、ここも川崎城の一部であるとする見解が存在する。また、川崎城の北には、尾根続きの場所に幸岡城があり、これも川崎城の一部として機能していたものとする見解も存在する。
以上のように、川崎城の規模については様々な見解がある。

## 廃城の時期について
川崎城の廃城について、天正18年(1590年)の豊臣秀吉による小田原征伐の際に、時の城主塩谷義綱がこれに直接参陣しなかったため、あるいは、参陣した家臣の岡本正親が主君義綱の謀反を訴えたため、塩谷氏が改易となり廃城となった、とする説明が多く見られるが、これは、那須記などにある記述をそのまま採用した見解である。義綱は天正17年(1589年)6月29日に上洛して、豊臣氏に対して恭順の意を表しており、小田原征伐に当人が参陣しなかったのは史実であるが、正親を名代として兵は派遣している。
したがって、廃城の時期は、塩谷氏の系図の上で塩谷氏が改易となった「永禄4年(1595年)2月8日」であると考えられる。

## 参考資料
- 矢板市史
- ふるさと矢板のあゆみ（以上矢板市刊行物）